# Castillo de Belfast

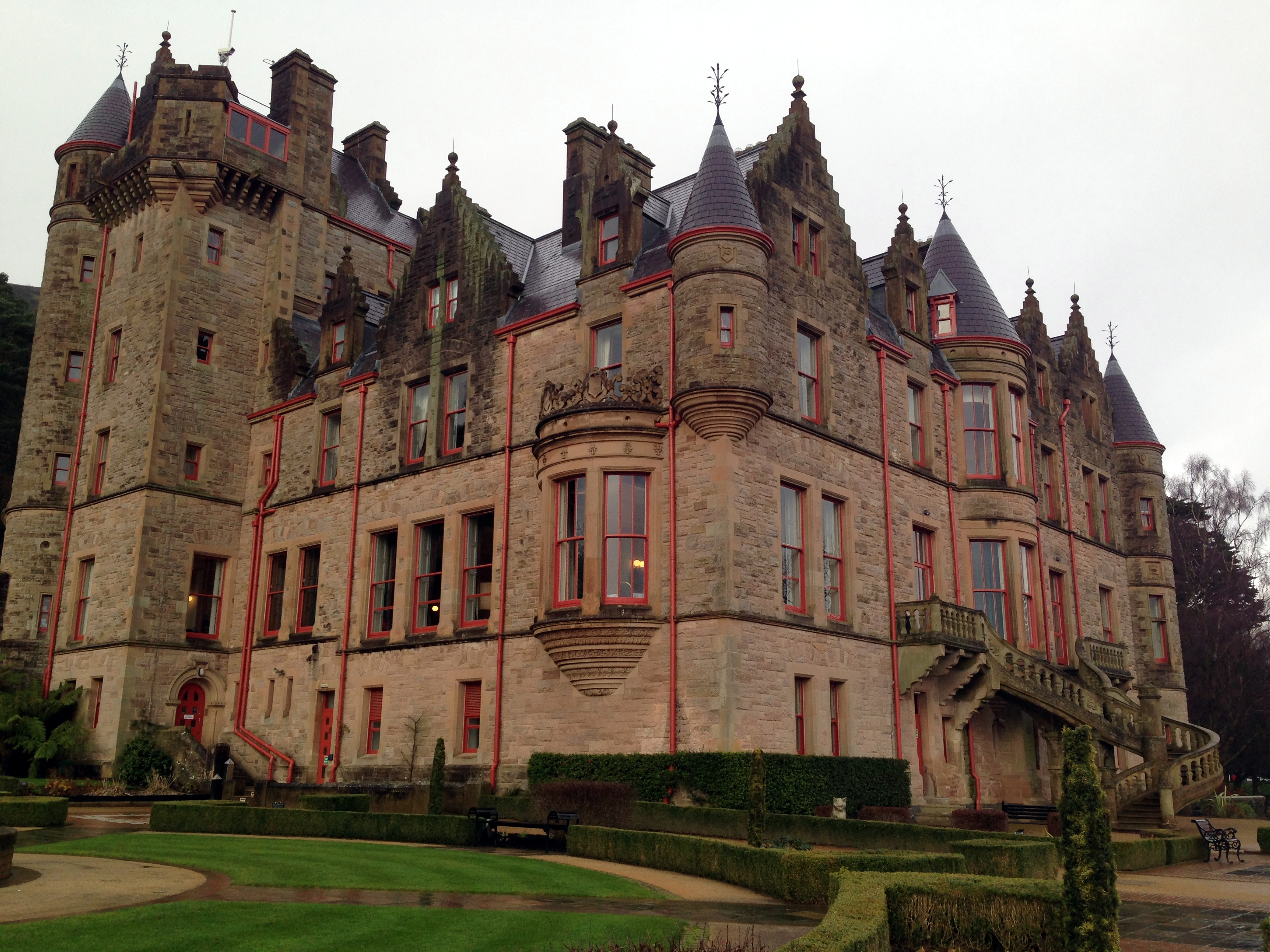
Castillo de Belfast

El Castillo de Belfast (Caisléan Bhéal Feirste en irlandés y Belfast Castle en inglés) es un castillo histórico, construido en el año 1870. El castillo es un edificio de arenisca y está ubicado en la ladera de Cave Hill (conocido también como Ben Madigan o Binn Mhadagáin en irlandés), Belfast, Irlanda del Norte.
- Datos: Q2716995
- Multimedia: Belfast Castle / Q2716995